# Megan Rice
Megan Gillespie Rice, S.H.C.J. (Società del Santo Bambino Gesù), (Morningside Heights, 31 gennaio 1930 – Rosemont, 10 ottobre 2021), è stata un'attivista statunitense per il disarmo nucleare, suora cattolica della Società del Santo Bambino Gesù, ex missionaria e coinvolta nel movimento per la pace dagli anni '80. Era nota per essere entrata illegalmente nel 2012, all'età di 82 anni, nel complesso di sicurezza nazionale Y-12 a Oak Ridge, nel Tennessee, con due altri attivisti del gruppo Transform Now Plowshares. L'azione fu definita "la più grande violazione della sicurezza nella storia del complesso atomico della nazione"..
Rice fu condannata a quasi tre anni di carcere. Nel maggio 2015, la condanna per sabotaggio venne annullata da una corte d'appello federale. La corte d'appello stabilì che l'accusa non era riuscita a dimostrare che Rice e gli altri due avessero avuto l'intenzione di causare danni al sistema di difesa nazionale. L'accusa minore di aver danneggiato una proprietà del governo fu confermata dalla corte, ma la Rice fu rilasciata entro una settimana poiché i due anni che aveva già scontato sarebbero stati più della nuova condanna per la condanna confermata.

## Biografia
Rice, nata il 31 gennaio 1930 e cresciuta nel quartiere di Morningside Heights a New York City, era la più giovane di tre ragazze di una famiglia cattolica di origini irlandesi. 
Suo padre, Frederick W. Rice, era un ostetrico-ginecologo che insegnava alla New York University e curava i pazienti in diversi ospedali di New York City. Sua madre, Madeleine Newman Hooke Rice, era una laureata del Barnard College che intraprese gli studi universitari alla Columbia University mentre i suoi figli stavano crescendo, ottenendo un dottorato in storia e scrivendo una dissertazione sulle opinioni cattoliche sulla schiavitù. Frederick e Madeleine Rice parteciparono attivamente al movimento dei lavoratori cattolici e consideravano Dorothy Day una buona amica. 
Rice fu educata nelle scuole cattoliche e si unì alle Suore del Santo Bambino Gesù all'età di 18 anni. Fu formata come insegnante di scuola elementare e insegnò nelle prime classi a Mount Vernon, New York. Attraverso studi part-time presso le università di Fordham e Villanova, conseguì una laurea in biologia a Villanova nel 1957, quindi studiò biologia cellulare al Boston College, dove ottenne un master. Lavorò poi per vari periodi come insegnante in Nigeria e Ghana dal 1962 al 2004.

## Attivismo contro la guerra

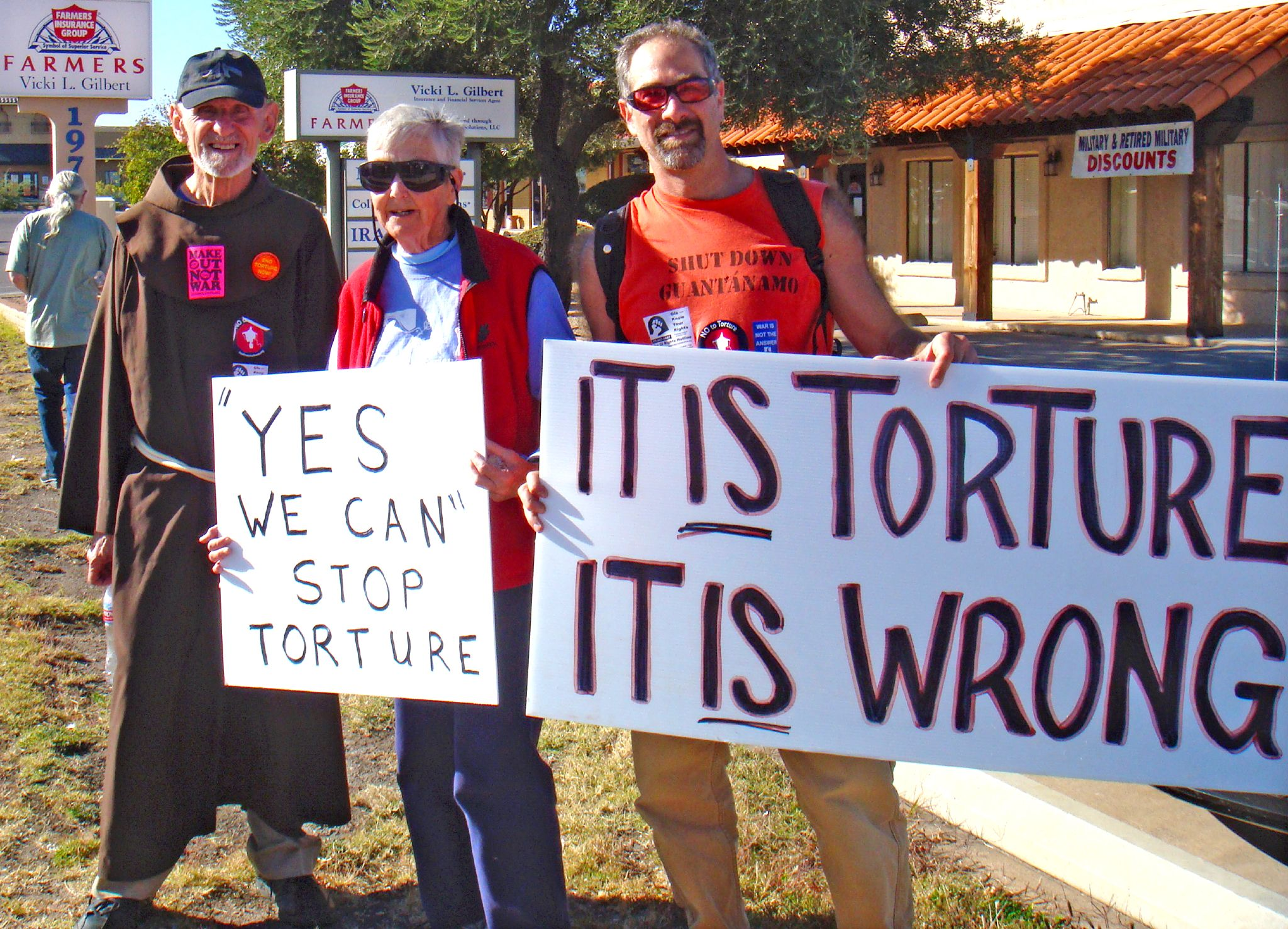
Padre Louis Vitale, Suor Megan Rice e Jim Haber protestano contro la politica statunitense sulla tortura a Ft. Huachuca, in Arizona, dove i metodi di interrogatorio vengono insegnati alle forze militari statunitensi

Negli anni '80 la Rice si impegnò nel movimento contro la guerra. Partecipò alle proteste contro una varietà di azioni militari americane, siti militari e installazioni di armi nucleari. La Rice fu arrestata più di tre dozzine di volte in atti di disobbedienza civile, incluso il suo attivismo contro le armi nucleari. 

### Nevada Test Site e Creech Air Force Base
Mentre prestava servizio come membro dello staff della Nevada Desert Experience a Las Vegas presso il Nevada Test Site, ora noto come Nevada National Security Site, Rice partecipò a numerose azioni antinucleari e a proteste contro la guerra dei droni. Il 27 gennaio 2011, Rice fu condannato per violazione di domicilio a seguito di una protesta contro i droni armati alla Creech Air Force Base.]

### US Army School of the Americas

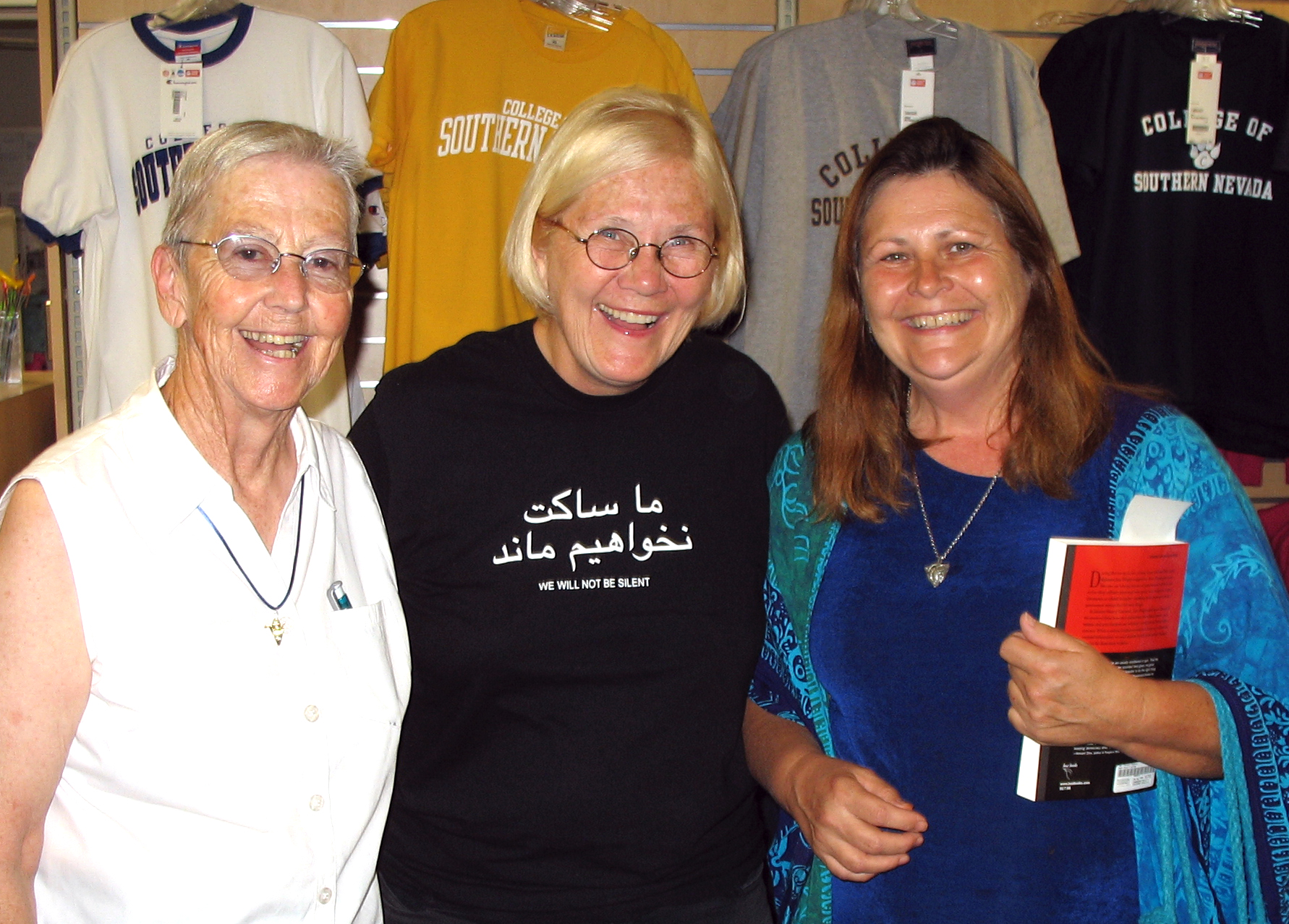
Megan Rice, Ann Wright (Colonnello in pensione), Candace Ross, 2008 a Las Vegas all'uscita del libro di Wright Dissent Voices of Conscience

Rice venne arrestata negli anni '90 durante le proteste contro la tortura presso la US Army School of the Americas (ora chiamata Western Hemisphere Institute for Security Cooperation) a Fort Benning, in Georgia. Scontò due condanne a sei mesi di carcere per violazione di domicilio durante le proteste contro la US Army School of the Americas nel 1997-99.

### Base aerea di Vanderber
Protesta della base aerea di Vandenberg contro il lancio di test ICBM.
Nell'agosto 2009, Megan Rice e Louie Vitale furono arrestati alla base aerea di Vandenberg per protestare contro un test di missile balistico intercontinentale (ICBM) Minuteman III lanciato a circa 4.000 miglia verso l'atollo di Kwajalein nelle Isole Marshall.

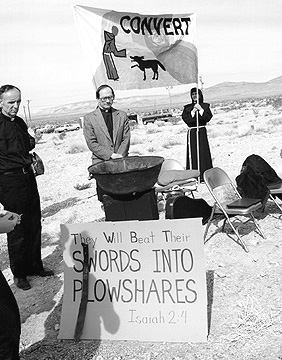
I membri della Desert Lenten Experience tengono una veglia di preghiera durante il periodo pasquale del 1982 all'ingresso del Nevada Test Site

### Complesso Y-12 a Oak Ridge, nel Tennessee
Il 28 luglio 2012, Rice (82 anni) e due altri attivisti (Michael R. Walli (63 anni) e Gregory I. Boertje-Obed (57 anni)), entrarono nel complesso di sicurezza nazionale Y-12 a Oak Ridge, nel Tennessee, con slogan contro la guerra e spruzzato sangue all'esterno dell'impianto di materiali di uranio altamente arricchito, pesantemente sorvegliato. I tre erano membri di "Transform Now Plowshares", una parte del Movimento dei Vomeri, che fa riferimento al Libro di Isaia e agli appelli del Libro di Michea a "trasformare le loro spade in vomeri", cioè, convertire le armi in strumenti pacifici. Per giustificare la loro infiltrazione nell'impianto di Oak Ridge, il trio citò come giustificazioni sia i versetti biblici che invocano la pace nel mondo sia il Trattato di non proliferazione delle armi nucleari.

#### Processo
Rice, Walli e Boertje-Obed furono inizialmente accusati di violazione di domicilio e "distruzione e depredazione" di proprietà governative (un reato) e rischiarono una multa di 100.000 dollari e fino a un anno di carcere. Quando si rifiutarono di dichiararsi colpevoli di tali accuse, furono allora accusati di aver violato la disposizione in tempo di pace del Sabotage Act, 18 U.S.C. § 2155(a), che il Congresso promulgò durante la seconda guerra mondiale. Furono anche accusati di aver causato più di 1.000 dollari di danni a proprietà governative, con una pena detentiva fino a 10 anni.
Il 9 maggio 2013, i tre furono condannati. Nella sua testimonianza, Suor Rice disse: "Mi pento di non averlo fatto 70 anni fa". La sua condanna era originariamente prevista per il 28 gennaio 2014, ma venne rinviata al 18 febbraio 2014, a causa di una tempesta di neve.

#### Appello
L'8 maggio 2015, una decisione di 2-1 della Corte d'Appello degli Stati Uniti per il Sesto Circuito sostenne che non ci fosse nel trio l'intenzione necessaria per la condanna per sabotaggio. Ribaltò così la sentenza per tutti e tre Parte della sentenza recitava: "Ma vaghi luoghi comuni sul 'ruolo cruciale nella difesa nazionale' di una struttura non sono sufficienti per condannare un imputato di sabotaggio". L'accusa minore di aver danneggiato una proprietà governativa fu tuttavia accolta e i magistrati ordinarono una nuova condanna. Vennero rilasciati dal carcere il 16 maggio in base a una richiesta di rilascio d'urgenza (non contrastata dall'accusa): le nuove condanne sarebbero state probabilmente più brevi dei due anni che avevano già scontato.
Megan Rice fu rilasciata dal carcere nel maggio 2015. Divenne così nota per il suo attivismo che il Dipartimento dell'Energia degli Stati Uniti finanziò una storia orale, per aiutare a comprendere le sue opinioni sul disarmo nucleare.

## Morte
Morì il 10 ottobre 2021 all'età di 91 anni nel villaggio di Rosemont, in Pennsylvania.

## Media

### Film
- Good Thinking, Those Who've Tried to Halt Nuclear Weapons (2015). Diretto da Anthony Donovan, Suor Megan Rice venne intervistata per questo lavoro pluripremiato all'inizio del 2013.[21]
- The Nuns, The Priests, and The Bombs ' (2017). Questo film della produttrice vincitrice di un Emmy Award Helen Young si apre con l'azione di Oak Ridge e poi copre i precedenti attivisti di Plowshares che sono entrati nella base navale del sottomarino nucleare Trident Kitsap-Bangor, vicino a Seattle, Washington. Le azioni di Bill "Bix" Bichsel, Susan Crane, Steve Kelly, Lynne Greenwald e Anne Montgomery hanno ispirato Rice.

### Libri
- Transform Now Plowshares: Megan Rice, Gregory Boertje-Obed e Michael Walli (2022). All'inizio del 2017 Carole Sargent, una studiosa della Georgetown University che si occupava di suore cattoliche attiviste per la pace e che scontavano la pena detentiva, intraprese un progetto che era già in corso.[22][23] Conobbe personalmente suor Rice attraverso la cerchia dei lavoratori cattolici quando aiutò la RSCJ ad aprire la Anne Montgomery House. Su richiesta di suor Rice, l'autrice ampliò il libro per includere Gregory Boertje-Obed, Michael Walli e Plowshares, 2022.[24] (Per chiarire qualsiasi confusione, questo libro è stato originariamente annunciato nel 2014 con un autore e un titolo diversi, concentrandosi solo su Sister Rice).
- Activist: Portraits of Courage (2019).[25][26] Questo libro di KK Ottesen contiene i profili di oltre quaranta attivisti, da suor Megan Rice al senatore Bernie Sanders, da Grover Norquist a Dolores Huerta.[25]
- Almighty: Courage, Resistance, and Existential Peril in the Nuclear Age (2016). Dan Zak fu incaricato dal Washington Post di coprire l'irruzione del 2012 nel complesso di sicurezza nazionale Y-12 a Oak Ridge. Nel 2016 Zak pubblicò il suo resoconto degli eventi e del processo in Almighty.[27]

## Riconoscimenti
- 2015 - Nuclear-Free Future Award